# Pieninský národní park (Slovensko)
Pieninský národní park (slovensky Pieninský národný park) se nachází na severu Slovenska v Prešovském kraji, při hranicích s Polskem. Rozkládá se v pohoří Pieniny, které je součástí Východních Beskyd. Na polské straně na něj navazuje Pieniński Park Narodowy. S rozlohou 37,5 km² je nejmenším národním parkem Slovenska, jeho ochranné pásmo zabírá 22 368,37 ha.
Park se rozkládá v okresech Kežmarok a Stará Ľubovňa v Prešovském kraji. Byl založen 16. ledna 1967, jeho hranice byly upraveny v roce 1997 (zvýšení rozlohy z 21,25 km² na současnou hodnotu).
Je známý svou krásnou krajinou, zejména řekou Dunajec, která je vyhledávanou oblastí vodáků a turistů. Park nabízí tradiční folklór a architekturu, zejména ve vesnici Červený Kláštor s Muzeem národní kultury.